# Jean-Paul Mathieu (physicien)
Pour les articles homonymes, voir Mathieu et Jean-Paul Mathieu.
Jean-Paul Mathieu (Paris 15e, 23 avril 1907 - Paris 13e, 18 janvier 1993) est un physicien français, professeur à la faculté des sciences de l'université de Paris.

## Biographie
Jean-Paul Mathieu fait des études de pharmacien. Diplômé en 1931, il devient ensuite préparateur temporaire à la faculté des sciences de l'université de Paris de 1931 à 1935 et prépare une thèse pour le doctorat ès sciences au laboratoire des recherches physiques dirigé par Aimé Cotton qu'il soutient en 1934. Il est ensuite successivement boursier de recherche (1935-1937), chargé de recherche (1937-1941) puis maître de recherche (1941-1944) de la Caisse nationale de la recherche scientifique, puis du Centre national de la recherche scientifique. Nommé maître de conférences de physique à la faculté des sciences de l'université de Lille en 1944, il est provisoirement chargé le 1er octobre 1947 du service d'une des maîtrises de conférences du certificat PCB à la faculté des sciences de l'université de Paris en remplacement de Pierre Jacquinot. Il est ensuite nommé de manière permanente à partir du 1er janvier 1949 en remplacement de Jean Laval. Il enseigne ensuite dans le cadre du certificat de physique générale à Orsay puis à Paris. Il devient directeur du laboratoire des recherches physiques en 1968 après le départ en retraite de René Lucas.

## Publications
Jean-Paul Mathieu est coauteur avec Pierre Fleury d'un traité de physique générale en 8 volumes d’après les anciens cours du Conservatoire des arts et métiers de Jules Lemoine et Auguste Blanc :
- Cours de physique générale et expérimentale en 8 volumes : 
  - Mécanique physique
  - Chaleur, thermodynamique, états de la matière
  - Vibrations mécaniques, acoustiques
  - Images optiques
  - Lumière
  - Électrostatique, courants continus, magnétisme
  - Courants alternatifs, ondes hertziennes
  - Atomes, molécules, particules

### Autres ouvrages
- Spectres de vibration et symétrie des molécules et des cristaux, Paris, Hermann, 1945
- Cours de physique expérimentale, Paris, Société d'édition d'enseignement supérieur, 1961
- Optique, tomes I et II, Paris, Société d'édition d'enseignement supérieur, 1965 (d'après son cours du certificat d'optique de licence)
- Vibrations et phénomènes de propagation, tomes I et II, Paris, Masson, 1974 (d'après son cours du certificat C2 de maîtrise)
- Dictionnaire de physique, Paris, Masson, Eyrolles, 1983, avec Alfred Kastler et Pierre Fleury